# Gliom
Gliom (von altgriechisch γλία glía, deutsch ‚Leim‘) ist ein Sammelbegriff für Hirntumoren des Zentralnervensystems, die von Gliazellen, dem Stütz- und Nährgewebe der Nervenzellen, abstammen. Im Tiermodell konnte auch die Abstammung von neuronalen Stammzellen oder Vorläuferzellen beobachtet werden. Sie treten meist im Gehirn auf, aber auch im Bereich des Rückenmarks und des Sehnervs (Teil des Gehirns), nicht aber in peripheren Nerven, weil diese keine Gliazellen enthalten.

## Geschichte
Der Begriff Gliom wurde erstmals von Rudolf Virchow in seiner achtzehnten Vorlesung vom 7. Februar 1863 verwendet – die Erstbeschreibung der Gliazellen geht ebenfalls auf ihn zurück (1858). Virchows Einteilung war lange die Grundlage für alle nachfolgenden Einteilungen. Camillo Golgi schlug 1875 vor, den Gliom-Begriff auf astrozytäre Zellen einzugrenzen.
Erste Versuche einer Exstirpation von (supratentoriellen) Gliomen erfolgten durch A. H. Bennett und Rickman Godlee ab 1884. Wesentliche Grundlagen zum heutigen Verständnis von Gliomen lieferten Harvey Cushing und Percival Bailey, welche diese Tumoren aufgrund ihrer histologischen Ähnlichkeiten zu Gliazellen in den 1920er Jahren definierten. Um 1925 wurde die Therapie mittels Röntgenstrahlen erwogen. James Watson Kernohan führte das Konzept einer biologischen Graduierung 1949 ein und unterteilte Gliome in vier mögliche Grade. Klaus-Joachim Zülch fusionierte die Terminologie von Cushing/Bailey mit dem Graduierungskonzept von Kernohan und schuf damit die Grundlagen der heutigen WHO-Klassifikation von Gliomen.

## Epidemiologie
Gliome sind die häufigsten primären Hirntumoren. Die Inzidenz beträgt etwa 6,5 Fälle pro 100 000 Einwohner und Jahr. Von diesen sechs Gliomen sind etwa drei bis vier Glioblastome, die damit die häufigste Untergruppe der Gliome sind. Nach den Zahlen des Central Brain Tumor Registry of the United States ist die Häufigkeit der Untergruppen wie folgt:
| Gruppe                                                                          | WHO-Grad | Inzidenz pro 100.000 pro Jahr | % aller Hirntumoren |
| ------------------------------------------------------------------------------- | -------- | ----------------------------- | ------------------- |
| diffuses Astrozytom                                                             | II       | 0,46                          | 1,8                 |
| anaplastisches Astrozytom                                                       | III      | 0,42                          | 1,7                 |
| Oligodendrogliom                                                                | II       | 0,23                          | 0,9                 |
| anaplastisches Oligodendrogliom                                                 | III      | 0,11                          | 0,4                 |
| Glioblastom                                                                     | IV       | 3,22                          | 14,6                |
| pilozytisches Astrozytom                                                        | I        | 0,35                          | 1,3                 |
| Ependymome                                                                      | II/III   | 0,43                          | 1,7                 |
| Die Tumoren sind noch nach den Klassifikationen von 2016 und früher unterteilt. |          |                               |                     |

Männer erkranken etwas häufiger an Gliomen als Frauen (männlich zu weiblich, 6:4). Das Erkrankungsalter ist typischerweise zwischen 40 und 65 Jahren. Gliome können aber in jedem Lebensalter auftreten. Die meisten Gliome entwickeln sich in der Großhirnrinde, zeigten jedoch bereits 1928 im Gegensatz zu Kleinhirngliomen eine höhere Rezidivquote nach Operation. Bei Kindern treten sie dagegen gehäuft im Hirnstamm oder im Kleinhirn auf.

## Klassifikation
Gliome werden nach der WHO-Klassifikation der Tumoren des zentralen Nervensystems unterteilt. Seit der 5. Edition von 2021 werden dabei neben Lokalisation, Histologie und Immunhistochemie auch vermehrt molekulargenetische Kriterien herangezogen.

### Grading
Gliomen können pathologische Grade von 1 (günstigste Prognose) bis vier (schlechteste Prognose) aufweisen. Die Gradierung basiert dabei auf je nach Tumorentität unterschiedlichen Kriterien. Manchen Neoplasien sind verschiedene mögliche Grade zugewiesen, andere haben einen fixen Grad, bei unzureichender Datenlage kann auch keiner zugeteilt sein.

### Klassifikation der Gliome, glioneuralen Tumoren und neuronalen Tumoren der 5. Edition
Die Einbeziehung molekularbiologischer Eigenschaften hat zu einer ausgedehnten Feinteilung der früheren Gruppe der neuroepithelialen ZNS-Tumoren geführt.
| Unterteilung                                          | Typ                                                                                                 | Grad  | Bemerkungen                                                                 |
| ----------------------------------------------------- | --------------------------------------------------------------------------------------------------- | ----- | --------------------------------------------------------------------------- |
| Diffuse Gliome vom adulten Typ                        | Astrozytom, IDH-mutiert                                                                             | 2–4   | Diese Gruppe enthält die meisten bösartigen Tumoren im Erwachsenenalter.    |
| Diffuse Gliome vom adulten Typ                        | Oligodendrogliom, IDH-mutiert und 1p/19q-kodeletiert                                                | 2–3   | Diese Gruppe enthält die meisten bösartigen Tumoren im Erwachsenenalter.    |
| Diffuse Gliome vom adulten Typ                        | Glioblastom, IDH-Wildtyp                                                                            | 4     | Diese Gruppe enthält die meisten bösartigen Tumoren im Erwachsenenalter.    |
| Diffuse niedriggradige pädiatrische Gliome            | Diffuses Astrozytom, MYB- oder MYBL1-alteriert                                                      | 1     | Gliome im Kindesalter unterscheiden sich stark von Gliomen der Erwachsenen. |
| Diffuse niedriggradige pädiatrische Gliome            | Angiozentrisches Gliom                                                                              | 1     | Gliome im Kindesalter unterscheiden sich stark von Gliomen der Erwachsenen. |
| Diffuse niedriggradige pädiatrische Gliome            | Polymorpher niedriggradiger neuroepithelialer Tumor des Jugendalters (PLNTY)                        | 1     | Gliome im Kindesalter unterscheiden sich stark von Gliomen der Erwachsenen. |
| Diffuse niedriggradige pädiatrische Gliome            | Diffuses niedriggradiges Gliom, MAPK Signalweg-alteriert                                            | (1–2) | Gliome im Kindesalter unterscheiden sich stark von Gliomen der Erwachsenen. |
| Diffuse hochgradige pädiatrische Gliome               | Diffuses Mittelliniengliom, H3 K27-alteriert                                                        | 4     | Gliome im Kindesalter unterscheiden sich stark von Gliomen der Erwachsenen. |
| Diffuse hochgradige pädiatrische Gliome               | Diffuses hemisphärisches Gliom, H3 G34-mutiert                                                      | 4     | Gliome im Kindesalter unterscheiden sich stark von Gliomen der Erwachsenen. |
| Diffuse hochgradige pädiatrische Gliome               | Diffuses pädiatrisches hochgradiges Gliom, H3-Wildtyp und IDH-Wildtyp (pHGG)                        | 4     | Gliome im Kindesalter unterscheiden sich stark von Gliomen der Erwachsenen. |
| Diffuse hochgradige pädiatrische Gliome               | Infantiles hemisphärisches Gliom                                                                    | (3–4) | Gliome im Kindesalter unterscheiden sich stark von Gliomen der Erwachsenen. |
| Umschriebene astrozytäre Tumoren                      | Pilozytisches Astrozytom                                                                            | 1     |                                                                             |
| Umschriebene astrozytäre Tumoren                      | Hochgradiges Astrozytom mit piloiden Merkmalen                                                      | (3)   |                                                                             |
| Umschriebene astrozytäre Tumoren                      | Pleomorphes Xanthoastrozytom                                                                        | 2–3   |                                                                             |
| Umschriebene astrozytäre Tumoren                      | Subependymales Riesenzell-Astrozytom                                                                | 1     |                                                                             |
| Umschriebene astrozytäre Tumoren                      | Chordoides Gliom                                                                                    | 2     |                                                                             |
| Umschriebene astrozytäre Tumoren                      | Astroblastom, MN1-alteriert                                                                         | –     |                                                                             |
| Glioneurale und neuronale Tumoren                     | Gangliogliom                                                                                        | 1     |                                                                             |
| Glioneurale und neuronale Tumoren                     | Gangliozytom                                                                                        | 1     |                                                                             |
| Glioneurale und neuronale Tumoren                     | Desmoplastisches infantiles Gangliogliom / desmoplastisches infantiles Astrozytom (DIG/DIA)         | 1     |                                                                             |
| Glioneurale und neuronale Tumoren                     | Dysembryoplastischer neuroepithelialer Tumor (DNT)                                                  | 1     |                                                                             |
| Glioneurale und neuronale Tumoren                     | Diffuser glioneuronaler Tumor mit Oligodendrogliom-artigen Merkmalen und nukleären Clustern (DGONC) | –     |                                                                             |
| Glioneurale und neuronale Tumoren                     | Papillärer glioneuronaler Tumor                                                                     | 1     |                                                                             |
| Glioneurale und neuronale Tumoren                     | Rosettenbildender glioneuronaler Tumor (RGNT)                                                       | 1     |                                                                             |
| Glioneurale und neuronale Tumoren                     | Myxoider glioneuronaler Tumor                                                                       | 1     |                                                                             |
| Glioneurale und neuronale Tumoren                     | Diffuser leptomeningealer glioneuronaler Tumor (DLGNT)                                              | (2–3) |                                                                             |
| Glioneurale und neuronale Tumoren                     | Multinodulärer vakuolisierende neuronaler Tumor (MVNT)                                              | 1     |                                                                             |
| Glioneurale und neuronale Tumoren                     | Dysplastisches zerebelläres Gangliozytom (Lhermitte-Duclos-Syndrom)                                 | 1     |                                                                             |
| Glioneurale und neuronale Tumoren                     | Zentrales Neurozytom                                                                                | 2     |                                                                             |
| Glioneurale und neuronale Tumoren                     | Extraventrikuläres Neurozytom                                                                       | 2     |                                                                             |
| Glioneurale und neuronale Tumoren                     | Zerebelläres Liponeurozytom                                                                         | 2     |                                                                             |
| Ependymale Tumoren                                    | Supratentoriales Ependymom                                                                          | 2–3   | Diese Tumoren stammen von der Auskleidung der Hirnkammern ab.               |
| Ependymale Tumoren                                    | Supratentorielles Ependymom, ZFTA Fusion-positiv                                                    | (2–3) | Diese Tumoren stammen von der Auskleidung der Hirnkammern ab.               |
| Ependymale Tumoren                                    | Supratentorielles Ependymom, YAP1 Fusion-positiv                                                    | –     | Diese Tumoren stammen von der Auskleidung der Hirnkammern ab.               |
| Ependymale Tumoren                                    | Ependymom der hinteren Schädelgrube                                                                 | 2–3   | Diese Tumoren stammen von der Auskleidung der Hirnkammern ab.               |
| Ependymale Tumoren                                    | Ependymom der hinteren Schädelgrube, Gruppe A (PFA)                                                 | (2–3) | Diese Tumoren stammen von der Auskleidung der Hirnkammern ab.               |
| Ependymale Tumoren                                    | Ependymom der hinteren Schädelgrube, Gruppe B (PFB)                                                 | (2–3) | Diese Tumoren stammen von der Auskleidung der Hirnkammern ab.               |
| Ependymale Tumoren                                    | Spinales Ependymom                                                                                  | 2–3   | Diese Tumoren stammen von der Auskleidung der Hirnkammern ab.               |
| Ependymale Tumoren                                    | Spinales Ependymom, MYCN -amplifiziert                                                              | –     | Diese Tumoren stammen von der Auskleidung der Hirnkammern ab.               |
| Ependymale Tumoren                                    | Myxopapilläres Ependymom                                                                            | 2     | Diese Tumoren stammen von der Auskleidung der Hirnkammern ab.               |
| Ependymale Tumoren                                    | Subependymom                                                                                        | 1     | Diese Tumoren stammen von der Auskleidung der Hirnkammern ab.               |
| – kein Grad zugewiesen; vorläufige Grade in Klammern. | |       |                                                                             |

### Lokalisation
Man unterscheidet Gliome auch danach, ob sie sich im Hirnstamm (pontin, z. B. Diffuses intrinsisches Ponsgliom), über (supratentoriell) oder unter (infratentoriell) dem Tentorium cerebelli (einer quer verlaufenden Membran zwischen dem Okzipitallappen des Großhirns und dem Kleinhirn) befinden.

### Forschung
Neben den etablierten Diagnosen werden durch diagnostische Fortschritte weitere, distinkte Tumortypen vorgeschlagen. Dazu gehören unter anderem:
Das infratentorielle Astrozytom, IDH-mutiert ist sehr selten, bis 2023 wurden weltweit 40 Fälle beschrieben. Namensgebend ist die Lokalisation unterhalb des Tentoriums im Hirnstamm oder Kleinhirn. Es weist meist atypische IDH-Mutationen auf, zeigt geringeren ATRX-Verlust und/oder MGMT-Promotor-Methylierung und weitere epigenetische Unterschiede. Teilweise liegt auch eine Histon-H3-Mutation vor, welche sonst charakteristisch für diffuse Mittelliniengliome (DMG) ist. Die Prognose ist besser als bei DMGs, jedoch schlechter als bei sonstigen IDH-mutierten Astrozytomen.
Ein primary mismatch repair deficient IDH-mutant astrocytoma (PMMRDIA, deutsch „primäres Mismatch-Reparatur-defizientes IDH-mutiertes Astrozytom“) tritt vor allem bei Kindern im Rahmen eines Mismatch-Reparatur-Defizienz-Syndroms (häufig MSH6-Mutation) oder Lynch-Syndrom auf. PMMRDIAs weisen eine hohe Mutationslast und eine schlechte Prognose auf.
Ein Oligosarkom, IDH-mutiert weist wie Oligodendrogliome eine IDH-Mutation und 1p/19q-Kodeletion auf, grenzt sich jedoch durch ein eigenständiges Methylierungsprofil und eine stellenweise mesenchymale Differenzierung ab. Es kann sich aus einem Oligodendrogliom oder seltener de novo entwickeln. Ein Viertel der Oligosarkome zeigt einen kopienzahlneutralen Loss of heterozygosity, über 90 % eine Überexpression von p53 und/oder eine Trimethylierung von Histon H3 (H3K27me3), was die Differentialdiagnostik zu Oligodendrogliomen erschweren kann. Häufig finden sich auch CDKN2A/B-Mutationen, die Tumoren sind hochaggressiv und die Prognose schlechter als bei Oligodendrogliomen vom Grad 3.

## Diagnostik
Die Erstdiagnostik entspricht der aller Hirntumoren und dient der Feststellung der Lage, Ausdehnung und Histologie der Raumforderung. Dies ist wichtig für die neurochirurgische Eingriffsplanung.
Zu Beginn steht die Erhebung der Krankengeschichte (Anamnese). Das wichtigste diagnostische Verfahren ist die Magnetresonanztomografie (MRT) des Schädels. Ein alternatives, wenn auch für die Bildgebung weniger geeignetes Verfahren, ist die Computertomografie (CT). Die Sicherung der Diagnose erfolgt in der Regel durch eine operative Gewebeentnahme (Biopsie). Im Bereich des Sehnerven ist dies jedoch mit einem Risiko der Entstehung oder Zunahme von Sehstörungen verbunden.
Wissenschaftler der University of California haben 2008 eine Methode entwickelt, um mit der Magnetresonanztomografie (MRT) typische Gene der häufigsten Hirnkrebsvariante nachweisen zu können. Die Methode könnte auch bei der Früherkennung von Gliomen helfen, weil die sehr langsam wachsenden Tumoren dieser Art bei jungen Patienten oft über Jahre unauffällig und somit unentdeckt bleiben.

## Ursachen und Risiken
Der genaue Grund für die Entstehung von Gliomen ist noch nicht bekannt. Man spricht auch von sporadischen – im Gegensatz zu erblichen – Tumoren. Gliome sind also in der Regel nicht vererbbar, Ausnahmen bilden z. B. Neurofibromatose, Turcot-Syndrom oder das Li-Fraumeni-Syndrom.
2009 haben zwei in den USA und Europa durchgeführte genomweite Assoziationsstudien zur Entdeckung von Varianten auf 5 Genen geführt, die zusammen bis zu einem Fünftel aller Gliome erklären könnten.
- INTERPHONE-Studie vom IARC (2000)

Im Jahr 2000 veranlasste die Internationale Agentur für Krebsforschung (IARC) eine internationale Fall-Kontrollstudie (INTERPHONE), um ein mögliches Risiko für die Entstehung von Hirntumoren durch den Gebrauch von Mobiltelefonen zu ermitteln. Es wurden unter anderem die mit der Mobiltelefonnutzung verbundenen Gesundheitsgefahren (hochfrequente elektromagnetische Felder) untersucht. Es wurden zwei Formen von Primärtumoren berücksichtigt, darunter Gliome, weil sie der häufigste und aggressivste Typ von Hirntumoren sind.
Es wurde unter anderem berichtet, dass die Weltgesundheitsorganisation (WHO) intensive Nutzung von Mobiltelefonen als möglicherweise krebserregend einstufte und unter anderem ein erhöhtes Risiko, an einem Gliom zu erkranken, feststellte.
Die Angaben stammten von der INTERPHONE-Studie der IARC aus dem Jahr 2010.
Der Schlussbericht wurde 2011 auf der Website der WHO zur Verfügung gestellt.
In einer vergleichenden Studie mit den Daten der Interphone-Studie von 2010 konnten US-Forscher des National Cancer Institute kein erhöhtes Gliom-Risiko durch Mobilfunkstrahlung feststellen.